# 彭清云
彭清云（1918年8月—1995年），江西省永新县岭背白沙塘乡铁炉家村人，中国人民解放军开国少将。第七届全国政协委员。十位独臂开国将军之一。

## 生平
<!出生佃农家庭。兄弟姐妹十二个，排三，因家境贫寒，哥哥病饿而死，几个妹妹二、三岁时就被迫送人做了童养媳。读了两年私塾。到裁缝店当学徒。1929年举家迁到邻近的埠前区汴田乡肖家村彭家里。担任了少先队大队长。-->1930年2月参加了共青团，任团小组长、团支部书记、（因裁缝店学徒身份）乡苏维埃工会主席、埠前区少共区委常委，派送湘赣省团校学习。被留在湘赣团省委任巡视员，到莲花、永新等县巡视检查共青团工作。1933年上半年到莲花、宁冈担任青工部长。1933年底送到中国工农红军学校湘赣分校学习。1934年2月随红军学校坚守永新县城东门外的东华岭，是参加红军后的第一次战斗，也是第一次负伤。历任红六军团第18师53团连政治指导员、第16师47团营政治教导员，第18师政治部组织科科长。
抗战时期任八路军第一二〇师第三五九旅第七一九团第一营政治教导员，教导营政治处主任，第719团政治委员。1938年10月在灵丘县邵家庄伏击日军北线指挥官、独立第2混成旅团旅团长常冈宽治所带的一个中队约200人，狙击击中了常冈宽治。随后被日军增援解围部队击中右臂关节，动脉出血不止，四天后白求恩为其输血、从腋窝处截肢。1945年7月随八路军南下第二支队任第719团政委，转战赴东北。
1946年底三五九旅改编为独立第一师，率717、719两个团到三岔河、陶赖昭地域集结，准备参加三下江南战役。彭清云任三团政治委员。1947年9月10日随部队改编为东北民主联军第十纵队第28师第84团任政委。1948年6月调任第29师政治部主任，离开了参军后一直任职的老部队。1949年4月调任第四十七军第160师政治委员。
后任中国人民志愿军第四十七军第141师政委、中国人民解放军第第十七军军政治部主任。1964年任总参三部副政委、总参三部政委、总参通信部政委、总参政治部主任、总参纪检委专职副书记等。1955年，授予中国人民解放军少将。荣获二级八一勋章、二级独立自由勋章和二级解放勋章，荣获一级红星功勋荣誉勋章、朝鲜国家二级国旗勋章、朝鲜国家二级自由独立勋章。